# Casa do Despacho da Ordem Terceira de São Francisco
A Casa do Despacho da Ordem Terceira de São Francisco, que também foi Cemitério da Ordem Terceira, é um edifício setecentista localizado na freguesia atual de Cedofeita, Santo Ildefonso, Sé, Miragaia, São Nicolau e Vitória, na cidade do Porto, em Portugal.
A Casa do Despacho da Ordem Terceira de São Francisco encontra-se classificada como Imóvel de Interesse Público desde 1977, estando incluída na ZEP-zona especial de protecção da Igreja de São Francisco.

## História
A Casa de Despacho da Ordem Terceira de São Francisco foi construída entre 1746 e 1752, com projecto de Nicolau Nasoni, ostentando o brasão da ordem na porta principal. As janelas têm grades de ferro, como era usual na primeira metade do século XVII.
A casa tem três andares e um subterrâneo, o Cemitério Catacumbal da Ordem, destinado ao enterro dos irmãos. Desactivado em 1866, as catacumbas, com jazigos laterais e abóbadas de berço, com arcos revestidos a talha, despertam hoje a curiosidade dos turistas.
Os tectos de todos os pisos superiores são obras notáveis. Os interiores deste edifício fazem lembrar aspectos dos interiores joaninos de Lisboa que desapareceram aquando do terramoto de 1755.
A Sala de Espera tem um belo tecto apainelado à portuguesa, com muitas molduras marmoreadas. Na Sala das Sessões ainda se reúne a Mesa da Venerável Ordem de São Francisco. O enorme tecto desta sala data de 1748 e foi executado pelo mestre José Martins Tinoco, segundo desenho de Nicolau Nasoni. Ao centro do tecto existem dois brasões bipartidos. São pinturas a óleo com as armas da Ordem Terceira e dos monarcas D. José e D. Mariana Vitória. Da autoria de José Teixeira Guimarães são as catorze sanefas, o retábulo e a moldura do quadro, em forma de glória, todos em talha dourada. É também de sua autoria a magnífica mesa, de pau-santo, com pernas em forma de sereias.